# Agrupación Democrática
Agrupación Democrática (en griego Δημοκρατικός Συναγερμός, transliterado Dimokratikós Synagermós, y conocido por el acrónimo DISY en  Turco Demokratik Seferberlik) es un partido conservador y democristiano de Chipre, del que forma parte Nikos Anastasiadis, presidente del país. El partido fue fundado el 4 de julio de 1976 por Glafkos Klerides, quien ocupó la presidencia entre 1993 y 2003.

## Historia
Agrupación Democrática forma parte del Partido Popular Europeo (PPE). En 2004 obtuvo un 28,2% de los votos en las elecciones al Parlamento Europeo, lo que se correspondió a dos europarlamentarios: Ioannis Casoulides y Panayiotis Demetriou, quienes se unieron al Grupo del Partido Popular Europeo.
Los líderes de Agrupación Democrática han apostado por soluciones pragmáticas para resolver la cuestión chipriota, apoyando el Plan Annan para la reunificación de Chipre formulado en 2004 aunque declarando que deberían introducirse ajustes a posteriori. El posterior rechazó que generó el plan entre la comunidad grecochipriota llevó a la expulsión de cuatro parlamentarios que se habían opuesto a la posición que había adoptado el partido y a la salida de parte de la militancia. Los parlamentarios expulsados fundarían después un partido llamado Democracia Europea. En 2005, Democracia Europea se unió con el partido Nuevos Horizontes dando lugar al Partido Europeo. El expresidente Yiannakis Matsis lideró una coalición escindida llamada Por Europa en las elecciones al Parlamento Europeo. Matsis resultó elegido eurodiputado, integrándose también en el Grupo del Partido Popular (en el cual Agrupación Democrática también estaba presente).
En las elecciones legislativas de 2006, el partido obtuvo un 30,52% de los votos y 18 de los 56 asientos en la Cámara de Representantes. En las elecciones legislativas de 2011, el partido incrementó el voto hasta el 34,27% con 20 de los 56 representantes elegidos en los comicios. El candidato a la presidencia del partido, Nikos Anastasiadis, ganó las elecciones presidenciales de 2013, terminando con los 5 años de presidencia del Partido Progresista del Pueblo Obrero.

## Programa e ideología
El DISY está dividido entre un ala nacionalista griega y violentamente anticomunista y una tendencia liberal. El programa del partido se basa principalmente en el libre comercio, la bajada de los impuestos directos (impuesto de sociedades o de la renta) y el aumento de los indirectos (especialmente sobre el consumo), la reducción del déficit público, el apoyo a la política exterior de Estados Unidos y a la OTAN. Su base electoral es principalmente de clase media, empresarios y trabajadores de cuello blanco.'

## Resultados electorales

### Cámara de Representantes
| Año   | Votos   | %     | Escaños | +/-         |
| ----- | ------- | ----- | ------- | ----------- |
| 1976a | 485.332 | 28,08 | 0/35    |             |
| 1981  | 92.886  | 31,92 | 12/35   | 12          |
| 1985  | 107.223 | 33,56 | 19/56   | 7           |
| 1991  | 122.495 | 35,81 | 20/56   | 1           |
| 1996  | 127.380 | 34,50 | 20/56   | Sin cambios |
| 2001  | 139.721 | 34,00 | 19/56   | 1           |
| 2006  | 127.776 | 30,34 | 18/56   | 1           |
| 2011  | 138.682 | 34,28 | 20/56   | 2           |
| 2016  | 107.825 | 30,69 | 18/56   | 2           |
| 2021  | 99.328  | 27,77 | 17/56   | 1           |

a En coalición con el Partido Democrático Nacional (DEK).

## Elecciones presidenciales
|  | 33.90 % |

|  | 33.30 % |

|  | 48.40 % |

|  | 36.70 % |

|  | 50.30 % |

|  | 40.10 % |

|  | 50.80 % |

|  | 38.80 % |

|  | 33.51 % |

|  | 46.64 % |

|  | 45.46 % |

|  | 57.48 % |

|  | 35.51 % |

|  | 55.99 % |